# فهرست کنت‌های طرابلس
این فهرستی است از کنت‌های طرابلس که از ۱۱۰۲ تا ۱۲۸۹ بر کنت‌نشین طرابلس فرمانروایی می‌کردند. در سراسر ۱۸۷ سال عمر این کنت‌نشین، ۱۲ کنت حکومت می‌کردند که در زمان غیبت و اسارت آنها نایبی انتخاب می‌شد. کنت‌نشین طرابلس آخرین دولت صلیبی بود که اراضی مقدس تأسیس شد؛ با پیروزی مسیحیان در نخستین جنگ صلیبی و تشکیل سه دولت کنت‌نشین ادسا، شاهزاده‌نشین انطاکیه و پادشاهی اورشلیم، ریموند سن‌ژیل — که یکی از فرماندهان برجسته حاضر در این جنگ بود — نتوانست در اورشلیم یا انطاکیه به قدرت برسد ولی ملتزم به پیمان خود با امپراتور بیزانس، آلکسیوس یکم، بود. پس از وفا به پیمان خود، عازم دربار بیزانس شد و پس از آن در جنگ صلیبی سال ۱۱۰۱ شرکت جست. پس از بازگشت به اراضی مقدس، توانست کنترل طرطوس و جبیل را در ۱۱۰۲ در دست بگیرد اما در مسخر کردن طرابلس ناکام ماند. حکومت و میراث وی در اراضی مقدس منجر به درگیری و اختلاف فرمانده و پسرعمویش، ویلیام ژردان و پسرش، برتراند، شد. با این حال با حمایت بالدوین اول از برتراند و مرگ ویلیام، برتراند توانست طرابلس را در سال ۱۱۰۹ فتح و به عنوان مرکز حکومت خود انتخاب کند. در زمان جانشینان ریموند چهارم، کنت تولوز یعنی برتراند، پونس، ریموند دوم و ریموند سوم گسترهٔ کنت‌نشین طرابلس به بیشترین مساحت ممکن رسید. این کنت‌نشین تقریباً تا ۱۱۸۷، به حالت موروثی در میان خاندان تولوز باقی ماند تا زمانی که ریموند به علت نداشتن وارث، پسر بوهموند سوم، شاهزاده انطاکیه، را به عنوان پسرخوانده و جانشین خود انتخاب کرد تا بدین ترتیب حکومت و قدرت طرابلس به خاندان پواتیه-انطاکیه منتقل شود. این کنت‌نشین تحت خاندان انطاکیه توانست تا سال ۱۲۹۸ دوام آورد تا آن که توسط ممالیک به رهبری منصور قلاوون تصرف شد.
کنت‌نشین طرابلس دربردارندهٔ یک ارباب‌نشین به مرکزیت بترون و شهرهایی همچون طرطوس، جبیل، عرقه، مرقب و حصن‌الاکراد بود. همچنین این کنت‌نشین به واسطه موقعیت جغرافیایی خود، در سواحل شرقی مدیترانه و در میان پادشاهی اورشلیم و شاهزاده‌نشین انطاکیه قرار گرفته بود. ساختار و سازمان‌های کنت‌نشین طرابلس همچون ساختار و سازمان‌های فئودالی در غرب بود، به‌طوری که کنت طرابلس از پادشاه اورشلیم تبعیت می‌کرد. نظام جانشینی کنت‌نشین طرابلس، از ابتدا «موروثی» بود. براساس ساختار فئودالی، افرادی تحت نظر کنت ادسا صاحب مناصبی بودند و به کنت در اداره کنت‌نشین کمک می‌کردند: «صدراعظم» (Chancellor) که قاضی (Chaplain) کنت‌نشین نیز بود، به امور داخلی و مدنی می‌پرداخت؛ «پاسبان» (Constable) که کارکردی نظامی داشت؛ و «مارشال» که فرماندهٔ نیروهای نظامی بود. تعداد نیروهای نظامی محدود به بیست شوالیه و هزار تا سه هزار پیاده‌نظام بود. مالیات کنت‌نشین بر پایهٔ اموال و حقوق فئودالی و واردات و غنائم جنگی استوار شده بود. با این حال کنت در برهه‌هایی مجبور بود که برای جبران هزینه، برخی قلعه‌های خود را به شوالیه‌های مهمان‌نواز و معبد واگذار یا بفروشد. از سوی دیگر، اشراف پروانس مجلس بارون‌ها را در طرابلس تشکیل دادند تا در امور اجرایی کنت‌نشین به کنت یاری برسانند. همچنین بومیان این کنت‌نشین همچون سوری‌ها، یهودی‌ها و مارونی‌ها نیز با اشراف پروانسی همکاری می‌کردند. تاجران ایتالیایی (به‌خصوص پیزایی‌ها و جنوایی‌ها) در طرابلس و جبیل، با توجه به خدمات آنها، از آزادی بسیاری برخوردار بودند.

## کنت‌های طرابلس

### کنت‌های حاکم
| ۱ | | ریموند سن‌ژیل  | پونس تولوز          | خاندان تولوز (طرابلس)   | ح. ۱۰۴۱ ۲۸ فوریه ۱۱۰۵  | ۱۱۰۲ | آلفونسو ژردان                        | -                                  | برتراند آلفونسو ژردان              | بی‌نام ماتیلدا الویرا              |
| ۱ | توضیحات: • یکی از رهبران شرکت‌کننده در نخستین جنگ صلیبی • در حین سفر به سمت شرق، درگیری با نیروهای بیزانس پس از ورود به مرزهای امپراتوری بیزانس و شکست از آنها در شهر روسا • مذاکره با آلکسیوس یکم؛ عدم سوگند وفاداری به امپراتوری بیزانس اما پذیرفتن شرط بازگرداندن شهرهای از دست‌رفته امپراتوری • شرکت در محاصره نیقیه و انطاکیه • اختلاف با بوهموند تارانتو بر سر انطاکیه • تصرف بخش‌های میانه رود اورنتس (عاصی) و شهرهایی همچون معره نعمان • تصرف حصن‌الاکراد و محاصره شهر عرقه برای تحت فشار قرار دادن قاضی شهر طرابلس • شرکت در محاصره اورشلیم در ژوئیه ۱۰۹۹ • تلاش برای بدست گرفتن حکومت اورشلیم اما رها کردن دعوی خود و پیوستن به نیروهای گادفری بوین در نبرد اشکلون • پس از پایان یافتن نخستین جنگ صلیبی، حرکت به سمت شمال و مبجور کردن نیروهای بوهموند به ترک محاصره لاذقیه و گرفتن کنترل شهر • سفر به امپراتوری بیزانس و قسطنطنیه • پیوستن به نیروهای لمباردی و شرکت در جنگ صلیبی ۱۱۰۱ اما شکست آنها از ترکان در نبرد مرسیوان • اسیر شدن توسط نیروهای انطاکیه در حین بازگشت به سوریه • محاصره و فتح طرطوس در ۱۸ فوریه ۱۱۰۲ و شکست نیروهای متحد طرابلس، دمشق و حمص • تصرف منطقه طرابلس و شهر جبیل و برگزیدن عنوان «کنت طرابلس» برای خود • زحمی‌شدن در حین حمله به مونت-پلرین و واگذاری رهبری نیروهایش به ویلیام ژردان |               |                     |                         |                        |      |                                      |                                    |                                    |                                   |
| ۲ | | آلفونسو ژردان | ریموند سن‌ژیل        | خاندان تولوز (طرابلس)   | ۱۱۰۳ ۱۶ آوریل ۱۱۴۸     | ۱۱۰۵ | برتراند                              | ویلیام ژردان                       | ریموند آلفونس فیدیوا آگنس لائورنتا | فیدیوا د اوزه                     |
| ۲ | توضیحات: • پس از مرگ ریمون سن‌ژیل، رسیدن به قدرت طرابلس • به دلیل پایین بودن سنش، عزیمت به سمت تولوز و گرفتن قدرت طرابلس توسط ویلیام ژردان |               |                     |                         |                        |      |                                      |                                    |                                    |                                   |
| ۳ | | برتراند       | ریموند سن‌ژیل        | خاندان تولوز (طرابلس)   | نامشخص ح. ۱۱۱۲         | ۱۱۰۹ | پونس                                 | -                                  | پونس                               | هلی بورگوندی                      |
| ۳ | توضیحات: • پس از مرگ پدرش و رسیدن برادر خردسالش به تولوز، حرکت به سمت طرطوس با همراهی ناوگان جنوا • درگیری و اختلاف با ویلیام ژردان و دریافت نصف قلمرو پدرش از پادشاه اورشلیم، بالدوین یکم • پس از قتل ویلیام ژردان، محاصره و تصرف طرابلس در ۱۲ ژوئیه ۱۱۰۹ • پس از طرابلس، تصرف مناطق شرقی کوه‌های لبنان و انصاریه |               |                     |                         |                        |      |                                      |                                    |                                    |                                   |
| ۴ | | پونس          | برتراند             | خاندان تولوز (طرابلس)   | ح. ۱۰۹۸ ۲۵ مارس ۱۱۳۷   | ۱۱۱۲ | ریمون دوم                            | -                                  | ریمون فیلیپ آگنس                   | سسیل                              |
| ۴ | توضیحات: • به پیشنهاد مشاورانش، رها کردن خصومت‌ها و سیاست‌های تهاجمی نسبت به شاهزاده‌نشین انطاکیه • تلاش برای بسط و افزایش حوزه نفوذ و کنترل طرابلس در دره علیا رودخانه اورنتس • ساخت قلعه مونت‌فراند و تصرف شهر مهم رفنیه • اختلاف با پادشاهی اورشلیم؛ یاد نکردن سوگند وفاداری به بالدوین دوم و عدم اجازه به نیروهای تحت امر فولک برای عبور از قلمروی طرابلس • درگیری با دمشق: شکست و اسیر شدن توسط نیروهای مسلمان و کشته‌شدن به دستور بازواش |               |                     |                         |                        |      |                                      |                                    |                                    |                                   |
| ۵ | | ریمون دوم     | پونس                | خاندان تولوز (طرابلس)   | ح. ۱۱۱۶ ۱۱۵۲           | ۱۱۳۷ | ریمون سوم                            | -                                  | ریمون ملیساند                      | هودیرنا                           |
| ۵ | توضیحات: • اسیر شدن توسط نیروهای زنگی در حین بازپس‌گیری قلعه مونت‌فراند • اعطای قلعه حصن‌الاکراد به شوالیه‌های مهمان‌نواز • درگیری و اختلاف با آلفونسو ژردان، کنت تولوز، بر سر کنت‌نشین طرابلس در حین حضور وی در شرق طی جنگ صلیبی دوم • درگیری با پسر آلفونس، برتراند و شکست وی با کمک نورالدین و اُنر • کشته‌شدن توسط حشاشین |               |                     |                         |                        |      |                                      |                                    |                                    |                                   |
| ۶ | | ریمون سوم     | ریمون دوم           | خاندان تولوز (طرابلس)   | ۱۱۴۰ ۱۱۸۷              | ۱۱۵۲ | ریمون چهارم                          | هودیرنا طرابلس امالریک یکم اورشلیم | -                                  | اشیوا بورس                        |
| ۶ | توضیحات: • اسیر شدن توسط نورالدین زنگی در نبرد حارم در سال ۱۱۶۴ • بدست‌گرفتن کنترل شاهزاده‌نشین جلیل به واسطه ازدواج با اشیوا بورس و مبدل شدن به بزرگترین ارباب پادشاهی اورشلیم • انتخاب به‌عنوان نایب پادشاه جذامی اورشلیم، بالدوین چهارم تا به سن قانونی رسیدن وی • تلاش وی برا کاهش قدرت و نقوذ مادر پادشاه اورشلیم، آگنس، در دربار پادشاهی • لشکرکشی به اورشلیم به همراه بوهموند سوم برای وادار کردن پادشاه به موافقت با ازدواج خواهرش سیبلا با گزینه‌های مدنظر آنها • به دستور بالدوین چهارم، انتخاب به عنوان نایب جانشینش، بالدوین پنجم • یاد نکردن سوگند وفاداری به گی لوزینیان، پادشاه جدید و اتحاد با صلاح‌الدین ایوبی • آشتی با پادشاه اورشلیم و شرکت در نبرد حطین به عنوان فرمانده نیروهای پیشرو • فرار از حطین و حرکت به صور و در ادامه طرابلس • انتخاب ریمون، پسر بوهموند به عنوان جانشین و فرزندخواندهٔ خود |               |                     |                         |                        |      |                                      |                                    |                                    |                                   |
| با مرگ ریمون سوم و نداشتن وارث، قدرت طرابلس به پسرخوانده وی، ریمون چهارم از خاندان پواتیه (انطاکیه) رسید. | |               |                     |                         |                        |      |                                      |                                    |                                    |                                   |
| ۷ | | ریمون چهارم   | بوهموند سوم انطاکیه | خاندان پواتیه (انطاکیه) | نامشخص ۱۱۹۹            | ۱۱۸۷ | بوهموند چهارم                        | -                                  | آلیس ارمنستان                      | ریمون روبن                        |
| ۷ | توضیحات: • پسر بوهموند سوم انطاکیه اما انتخاب به عنوان جانشین ریمون سوم پس از نداشتن وارث • به درخواست پدرش، عزیمت به انطاکیه و واگذاری طرابلس به برادرش، بوهموند |               |                     |                         |                        |      |                                      |                                    |                                    |                                   |
| ۸ | | بوهموند چهارم | بوهموند سوم         | خاندان پواتیه (انطاکیه) | ح. ۱۱۷۵ مارس ۱۲۳۳      | ۱۱۸۷ | بوهموند پنجم                         | -                                  | ریموند بوهموند فیلیپ هنری ماریا    | پلیسانس امبریاکو ملیساند لوزینیان |
| ۸ | توضیحات: • به دستور پدرش، به دست گرفتن کنترل کنت‌نشین طرابلس • یاد کردن سوگند وفاداری به شاهزاده انطاکیه، بوهموند سوم • حمایت از سیبلا، ملکه اورشلیم پس از سقوط اورشلیم به دست صلاح‌الدین ایوبی • از دست رفتن مناطقی همچون جبله و طرطوس • صلح بوهموند سوم با صلاح‌الدین ایوبی برای حفظ انطاکیه و طرابلس • پس از اسیر شدن بوهموند سوم توسط لوون یکم، کمک به برادرش، ریمون، برای عقب‌راندن ارتش پادشاهی ارمنی کیلیکیه • پس از مرگ ریمون، انتخاب پسرش ریمون روبن به عنوان جانشین شاهزاده‌نشین انطاکیه • لشکرکشی بوهموند به انطاکیه با کمک فرقه‌های نظامی و بازرگانان ایتالیایی برای دعوی خود بر شاهزاده‌نشین انطاکیه • آغاز جنگ جانشینی انطاکیه بعد از دعوی ریمون روبن بر شاهزاده‌نشین انطاکیه • با مرگ لوون یکم، پایان جنگ جانشینی انطاکیه و پیروزی بوهموند • تکفیر از جانب پاپ هونوریوس سوم پس از اختلافات وی با شوالیه مهمان‌نواز بر سر جبله • ملاقات با فریدریش دوم، امپراتور مقدس روم در قبرس و رد درخواست امپراتور آلمان برای یاد کردن سوگند وفاداری • اعلان بی‌طرفی طی جنگ صلیبی ششم |               |                     |                         |                        |      |                                      |                                    |                                    |                                   |
| ۹ | | بوهموند پنجم  | بوهموند چهارم       | خاندان پواتیه (انطاکیه) | ح. ۱۱۹۹ ۱۷ ژانویه ۱۲۵۲ | ۱۲۳۳ | بوهموند ششم                          | -                                  | پلیسانس بوهموند                    | آلیس شامپانی لوچیا سگنی           |
| ۹ | توضیحات: • به قدرت رسیدن با عنوان شاهزاده انطاکیه و کنت طرابلس • ادامه اختلافات شاهزاده‌نشین انطاکیه با پادشاهی ارمنی کیلیکیه و شوالیه‌های مهمان‌نواز • استقلال تقریباً تمام فرقه‌های نظامی در اراضی مقدس • اعلان بی‌طرفی در جنگ صلیبی بارونی و جنگ صلیبی هفتم |               |                     |                         |                        |      |                                      |                                    |                                    |                                   |
| ۱۰ | | بوهموند ششم   | بوهموند پنجم        | خاندان پواتیه (انطاکیه) | ح. ۱۲۳۷ ۱۲۷۵           | ۱۲۳۳ | بوهموند هفتم                         | -                                  | بوهموند لوچیا                      | سیبلا ارمنستان                    |
| ۱۰ | توضیحات: • با وجود نرسیدن به سن قانونی، رسیدن به قدرت با حمایت لوئی نهم • با پیشنهاد لوئی نهم، ازدواج وی با سیبلا برای پایان‌دادن به اختلافات میان انطاکیه و کیلیکیه و اتحاد میان آنها • به قدرت رسیدن با عنوان شاهزاده انطاکیه و کنت طرابلس • تلاش ناموفق برای بازپس‌گیری لاذقیه با همراهی کیلیکیه و مغولان • درگیر شدن در جنگ سنت سابا میان جمهوری جنوا و ونیز در شام • شکست مغولان از ممالیک در نبرد عین جالوت و آغاز حملات ممالیک به قلمروی صلیبیون • محاصره و سقوط انطاکیه توسط ممالیک در ۱۲۶۸ و برافتادن شاهزاده‌نشین انطاکیه • منعقد کردن پیمان صلح ده ساله با بیبرس برای حفظ طرابلس |               |                     |                         |                        |      |                                      |                                    |                                    |                                   |
| ۱۱ | | بوهموند هفتم  | بوهموند ششم         | خاندان پواتیه (انطاکیه) | ح. ۱۲۶۱ ۱۹ اکتبر ۱۲۸۷  | ۱۲۷۵ | لوچیا                                | -                                  | -                                  | مارگارت عکا                       |
| ۱۱ | توضیحات: • تا رسیدن به سن قانونی، اقامت در پادشاهی ارمنی کیلیکیه • جنگ داخلی طرایلس: درگیری با گی دوم امبریاکو، ارباب جبیل و شوالیه‌های معبد • شکست و اسیر کردن گی دوم و دو برادرش و زنده دفن‌کردن آنها • شکستن اتحاد طولانی‌مدت با مغولان • تمدید پیمان صلح با ممالیک پس از شکستن اتحاد با مغولان • سقوط و تصرف لاذقیه به دست سلطان ممالیک، منصور قلاوون |               |                     |                         |                        |      |                                      |                                    |                                    |                                   |
| ۱۲ | | لوچیا         | بوهموند ششم         | خاندان پواتیه (انطاکیه) | نامشخص ح. پس از ۱۲۹۲   | ۱۲۸۷ | برافتادن کنت‌نشین طرابلس (آوریل ۱۲۸۹) | بتراند جبیل                        | فیلیپ                              | نارجو دو توسی                     |
| ۱۲ | توضیحات: • با مرگش برادرش، عزیمت از آپولیا به طرابلس برای به‌دست گرفتن کنترل کنت‌نشین • درگیری با جنوایی‌ها و کمون طرابلس به خاطر همسرش، نارجو دو توسی • تلاش جنوایی‌ها برای مبدل کردن طرابلس به مستعمرهٔ خود • اتحاد لوچیا جنوایی‌ها و اختلاف با ونیز و پیزا • اتحاد با مغولان برای جلب حمایت و کمک آنها برای مقابله با ممالیک • محاصره طرابلس در سال ۱۲۸۹ توسط ممالیک و سقوط کنت‌نشین طرابلس |               |                     |                         |                        |      |                                      |                                    |                                    |                                   |
| ۱۲ | | نارجو         | فیلیپ دو توسی       | خاندان توسی             | نامشخص ۱۲۹۳            | ۱۲۸۷ | برافتادن کنت‌نشین طرابلس (آوریل ۱۲۸۹) | -                                  | فیلیپ                              | لوچیا طرابلس                      |
| ۱۲ | توضیحات: پیشتر گفته شد |               |                     |                         |                        |      |                                      |                                    |                                    |                                   |

### کنت‌های اسمی و افتخاری طرابلس
| ‎ردیف | ‎نگاره | ‎نام           | ‎پدر           | ‎خاندان                 | ‎ز./م.                        | ‎فرزند(ان)             | ‎همسر(ان)                    | ‎منا.   |
| ---- | ----- | ------------- | ------------- | ---------------------- | ---------------------------- | --------------------- | --------------------------- | ------ |
| ۱    |       | فیلیپ         | نارجو دو توسی | خاندان توسی            | ح. بعد از ۱۲۷۸ ۱۳۰۰          | -                     | الینور آنژو                 | [ ۱۷ ] |
| ۲    |       | پیتر یکم      | هیو چهارم     | خاندان پواتیه-لوزینیان | ۹ اکتبر ۱۳۲۸ ۱۷ ژانویه ۱۳۶۹  | پیتر مارگارت          | اشیوا مونتفورت النور آراگون | [ ۱۸ ] |
| ۳    |       | پیتر دوم      | پیتر یکم      | خاندان پواتیه-لوزینیان | ح.۱۳۵۴ یا ۱۳۵۷ ۱۳ اکتبر ۱۳۸۲ | -                     | والنتینا ویسکنتی            | [ ۱۹ ] |
| ۴    |       | جیمز لوزینیان | ژان لوزینیان  | خاندان پواتیه-لوزینیان | نامشخص ح.۱۳۹۵ یا ۱۳۹۷        | ژان پیتر النور لوییسا | مری لوزینیان                | [ ۲۰ ] |
| ۵    |       | ژان لوزینیان  | جیمز لوزینیان | خاندان پواتیه-لوزینیان | نامشخص ح.۱۴۲۸ یا ۱۴۳۲        | -                     | -                           | [ ۲۱ ] |
| ۶    |       | پیتر لوزینیان | جیمز لوزینیان | خاندان پواتیه-لوزینیان | نامشخص ۱۰ فوریه ۱۴۵۱         | -                     | ایزابلا لوزینیان            | [ ۲۲ ] |
| ۷    |       | خوان تافورس   | نامشخص        | نامشخص                 | نامشخص پس از ۱۴۷۷            | -                     | -                           | [ ۲۳ ] |

## شجره‌نامه
| خاندان تولوز          | خاندان تولوز          | خاندان تولوز          | خاندان تولوز          | خاندان تولوز          | خاندان تولوز          |  |  | پونس تولوز ۹۹۱-۱۰۶۰ ح.۱۰۳۷-۱۰۶۰    | پونس تولوز ۹۹۱-۱۰۶۰ ح.۱۰۳۷-۱۰۶۰    | پونس تولوز ۹۹۱-۱۰۶۰ ح.۱۰۳۷-۱۰۶۰    | پونس تولوز ۹۹۱-۱۰۶۰ ح.۱۰۳۷-۱۰۶۰    | پونس تولوز ۹۹۱-۱۰۶۰ ح.۱۰۳۷-۱۰۶۰    | پونس تولوز ۹۹۱-۱۰۶۰ ح.۱۰۳۷-۱۰۶۰    |                                    |                                    | آلمودیس ۱۰۲۰-۱۰۷۱ -                | آلمودیس ۱۰۲۰-۱۰۷۱ -                | آلمودیس ۱۰۲۰-۱۰۷۱ -        | آلمودیس ۱۰۲۰-۱۰۷۱ -        | آلمودیس ۱۰۲۰-۱۰۷۱ -              | آلمودیس ۱۰۲۰-۱۰۷۱ -              |                                  |                                  |                                  |                                  |                                  |                                  |                                    |                                    |                                    |                                    |                                    |                                    |                                    |                                    |                                     |                                     |                                     |                                     |                                     |                                     |                          |                          |                                 |                                 |                                 |                                 |                                        |                                        |                                        |                                        |                                        |                                        |                            |                            |                            |                            |  |  |  |  |  |  |
| خاندان تولوز          | خاندان تولوز          | خاندان تولوز          | خاندان تولوز          | خاندان تولوز          | خاندان تولوز          |  |  | پونس تولوز ۹۹۱-۱۰۶۰ ح.۱۰۳۷-۱۰۶۰    | پونس تولوز ۹۹۱-۱۰۶۰ ح.۱۰۳۷-۱۰۶۰    | پونس تولوز ۹۹۱-۱۰۶۰ ح.۱۰۳۷-۱۰۶۰    | پونس تولوز ۹۹۱-۱۰۶۰ ح.۱۰۳۷-۱۰۶۰    | پونس تولوز ۹۹۱-۱۰۶۰ ح.۱۰۳۷-۱۰۶۰    | پونس تولوز ۹۹۱-۱۰۶۰ ح.۱۰۳۷-۱۰۶۰    |                                    |                                    | آلمودیس ۱۰۲۰-۱۰۷۱ -                | آلمودیس ۱۰۲۰-۱۰۷۱ -                | آلمودیس ۱۰۲۰-۱۰۷۱ -        | آلمودیس ۱۰۲۰-۱۰۷۱ -        | آلمودیس ۱۰۲۰-۱۰۷۱ -              | آلمودیس ۱۰۲۰-۱۰۷۱ -              |                                  |                                  |                                  |                                  |                                  |                                  |                                    |                                    |                                    |                                    |                                    |                                    |                                    |                                    |                                     |                                     |                                     |                                     |                                     |                                     |                          |                          |                                 |                                 |                                 |                                 |                                        |                                        |                                        |                                        |                                        |                                        |                            |                            |                            |                            |  |  |  |  |  |  |
|                       |                       |                       |                       |                       |                       |  |  |                                    |                                    |                                    |                                    |                                    |                                    |                                    |                                    |                                    |                                    |                            |                            |                                  |                                  |                                  |                                  |                                  |                                  |                                  |                                  |                                    |                                    |                                    |                                    |                                    |                                    |                                    |                                    |                                     |                                     |                                     |                                     |                                     |                                     |                          |                          |                                 |                                 |                                 |                                 |                                        |                                        |                                        |                                        |                                        |                                        |                            |                            |                            |                            |  |  |  |  |  |  |
| خاندان بورگوندی       | خاندان بورگوندی       | خاندان بورگوندی       | خاندان بورگوندی       | خاندان بورگوندی       | خاندان بورگوندی       |  |  |                                    |                                    |                                    |                                    | ریموند سن‌ژیل ۱۰۴۱-۱۱۰۵ ح.۱۱۰۲-۱۱۰۵ | ریموند سن‌ژیل ۱۰۴۱-۱۱۰۵ ح.۱۱۰۲-۱۱۰۵ | ریموند سن‌ژیل ۱۰۴۱-۱۱۰۵ ح.۱۱۰۲-۱۱۰۵ | ریموند سن‌ژیل ۱۰۴۱-۱۱۰۵ ح.۱۱۰۲-۱۱۰۵ | ریموند سن‌ژیل ۱۰۴۱-۱۱۰۵ ح.۱۱۰۲-۱۱۰۵ | ریموند سن‌ژیل ۱۰۴۱-۱۱۰۵ ح.۱۱۰۲-۱۱۰۵ |                            |                            |                                  |                                  |                                  |                                  |                                  |                                  |                                  |                                  |                                    |                                    |                                    |                                    |                                    |                                    |                                    |                                    |                                     |                                     |                                     |                                     |                                     |                                     |                          |                          |                                 |                                 |                                 |                                 |                                        |                                        |                                        |                                        |                                        |                                        |                            |                            |                            |                            |  |  |  |  |  |  |
| خاندان بورگوندی       | خاندان بورگوندی       | خاندان بورگوندی       | خاندان بورگوندی       | خاندان بورگوندی       | خاندان بورگوندی       |  |  |                                    |                                    |                                    |                                    | ریموند سن‌ژیل ۱۰۴۱-۱۱۰۵ ح.۱۱۰۲-۱۱۰۵ | ریموند سن‌ژیل ۱۰۴۱-۱۱۰۵ ح.۱۱۰۲-۱۱۰۵ | ریموند سن‌ژیل ۱۰۴۱-۱۱۰۵ ح.۱۱۰۲-۱۱۰۵ | ریموند سن‌ژیل ۱۰۴۱-۱۱۰۵ ح.۱۱۰۲-۱۱۰۵ | ریموند سن‌ژیل ۱۰۴۱-۱۱۰۵ ح.۱۱۰۲-۱۱۰۵ | ریموند سن‌ژیل ۱۰۴۱-۱۱۰۵ ح.۱۱۰۲-۱۱۰۵ |                            |                            |                                  |                                  |                                  |                                  |                                  |                                  |                                  |                                  |                                    |                                    |                                    |                                    |                                    |                                    |                                    |                                    |                                     |                                     |                                     |                                     |                                     |                                     |                          |                          |                                 |                                 |                                 |                                 |                                        |                                        |                                        |                                        |                                        |                                        |                            |                            |                            |                            |  |  |  |  |  |  |
|                       |                       |                       |                       |                       |                       |  |  |                                    |                                    |                                    |                                    |                                    |                                    |                                    |                                    |                                    |                                    |                            |                            |                                  |                                  |                                  |                                  |                                  |                                  |                                  |                                  |                                    |                                    |                                    |                                    |                                    |                                    |                                    |                                    |                                     |                                     |                                     |                                     |                                     |                                     |                          |                          |                                 |                                 |                                 |                                 |                                        |                                        |                                        |                                        |                                        |                                        |                            |                            |                            |                            |  |  |  |  |  |  |
| خاندان رتل            | خاندان رتل            | خاندان رتل            | خاندان رتل            | خاندان رتل            | خاندان رتل            |  |  | آلفونسو جردن ۱۱۰۳-۱۱۴۸ ح.۱۱۰۵-۱۱۰۹ | آلفونسو جردن ۱۱۰۳-۱۱۴۸ ح.۱۱۰۵-۱۱۰۹ | آلفونسو جردن ۱۱۰۳-۱۱۴۸ ح.۱۱۰۵-۱۱۰۹ | آلفونسو جردن ۱۱۰۳-۱۱۴۸ ح.۱۱۰۵-۱۱۰۹ | آلفونسو جردن ۱۱۰۳-۱۱۴۸ ح.۱۱۰۵-۱۱۰۹ | آلفونسو جردن ۱۱۰۳-۱۱۴۸ ح.۱۱۰۵-۱۱۰۹ |                                    |                                    | برتراند ؟-۱۱۱۲ ح.۱۱۰۹-۱۱۱۲         | برتراند ؟-۱۱۱۲ ح.۱۱۰۹-۱۱۱۲         | برتراند ؟-۱۱۱۲ ح.۱۱۰۹-۱۱۱۲ | برتراند ؟-۱۱۱۲ ح.۱۱۰۹-۱۱۱۲ | برتراند ؟-۱۱۱۲ ح.۱۱۰۹-۱۱۱۲       | برتراند ؟-۱۱۱۲ ح.۱۱۰۹-۱۱۱۲       |                                  |                                  | هلی ۱۰۸۰-۱۱۴۱ -                  | هلی ۱۰۸۰-۱۱۴۱ -                  | هلی ۱۰۸۰-۱۱۴۱ -                  | هلی ۱۰۸۰-۱۱۴۱ -                  | هلی ۱۰۸۰-۱۱۴۱ -                    | هلی ۱۰۸۰-۱۱۴۱ -                    |                                    |                                    |                                    |                                    |                                    |                                    |                                     |                                     |                                     |                                     |                                     |                                     |                          |                          |                                 |                                 |                                 |                                 |                                        |                                        |                                        |                                        |                                        |                                        |                            |                            |                            |                            |  |  |  |  |  |  |
| خاندان رتل            | خاندان رتل            | خاندان رتل            | خاندان رتل            | خاندان رتل            | خاندان رتل            |  |  | آلفونسو جردن ۱۱۰۳-۱۱۴۸ ح.۱۱۰۵-۱۱۰۹ | آلفونسو جردن ۱۱۰۳-۱۱۴۸ ح.۱۱۰۵-۱۱۰۹ | آلفونسو جردن ۱۱۰۳-۱۱۴۸ ح.۱۱۰۵-۱۱۰۹ | آلفونسو جردن ۱۱۰۳-۱۱۴۸ ح.۱۱۰۵-۱۱۰۹ | آلفونسو جردن ۱۱۰۳-۱۱۴۸ ح.۱۱۰۵-۱۱۰۹ | آلفونسو جردن ۱۱۰۳-۱۱۴۸ ح.۱۱۰۵-۱۱۰۹ |                                    |                                    | برتراند ؟-۱۱۱۲ ح.۱۱۰۹-۱۱۱۲         | برتراند ؟-۱۱۱۲ ح.۱۱۰۹-۱۱۱۲         | برتراند ؟-۱۱۱۲ ح.۱۱۰۹-۱۱۱۲ | برتراند ؟-۱۱۱۲ ح.۱۱۰۹-۱۱۱۲ | برتراند ؟-۱۱۱۲ ح.۱۱۰۹-۱۱۱۲       | برتراند ؟-۱۱۱۲ ح.۱۱۰۹-۱۱۱۲       |                                  |                                  | هلی ۱۰۸۰-۱۱۴۱ -                  | هلی ۱۰۸۰-۱۱۴۱ -                  | هلی ۱۰۸۰-۱۱۴۱ -                  | هلی ۱۰۸۰-۱۱۴۱ -                  | هلی ۱۰۸۰-۱۱۴۱ -                    | هلی ۱۰۸۰-۱۱۴۱ -                    |                                    |                                    |                                    |                                    |                                    |                                    |                                     |                                     |                                     |                                     |                                     |                                     |                          |                          |                                 |                                 |                                 |                                 |                                        |                                        |                                        |                                        |                                        |                                        |                            |                            |                            |                            |  |  |  |  |  |  |
|                       |                       |                       |                       |                       |                       |  |  |                                    |                                    |                                    |                                    |                                    |                                    |                                    |                                    |                                    |                                    |                            |                            |                                  |                                  |                                  |                                  |                                  |                                  |                                  |                                  |                                    |                                    |                                    |                                    |                                    |                                    |                                    |                                    |                                     |                                     |                                     |                                     |                                     |                                     |                          |                          |                                 |                                 |                                 |                                 |                                        |                                        |                                        |                                        |                                        |                                        |                            |                            |                            |                            |  |  |  |  |  |  |
| خاندان کاپت           | خاندان کاپت           | خاندان کاپت           | خاندان کاپت           | خاندان کاپت           | خاندان کاپت           |  |  | ریموند پنجم ۱۱۳۴-۱۱۹۴ ح.۱۱۴۸-۱۱۹۴  | ریموند پنجم ۱۱۳۴-۱۱۹۴ ح.۱۱۴۸-۱۱۹۴  | ریموند پنجم ۱۱۳۴-۱۱۹۴ ح.۱۱۴۸-۱۱۹۴  | ریموند پنجم ۱۱۳۴-۱۱۹۴ ح.۱۱۴۸-۱۱۹۴  | ریموند پنجم ۱۱۳۴-۱۱۹۴ ح.۱۱۴۸-۱۱۹۴  | ریموند پنجم ۱۱۳۴-۱۱۹۴ ح.۱۱۴۸-۱۱۹۴  |                                    |                                    |                                    |                                    |                            |                            | پونس ۱۰۹۸-۱۱۳۷ ح.۱۱۱۲-۱۱۳۷       | پونس ۱۰۹۸-۱۱۳۷ ح.۱۱۱۲-۱۱۳۷       | پونس ۱۰۹۸-۱۱۳۷ ح.۱۱۱۲-۱۱۳۷       | پونس ۱۰۹۸-۱۱۳۷ ح.۱۱۱۲-۱۱۳۷       | پونس ۱۰۹۸-۱۱۳۷ ح.۱۱۱۲-۱۱۳۷       | پونس ۱۰۹۸-۱۱۳۷ ح.۱۱۱۲-۱۱۳۷       |                                  |                                  | سسیل ۱۰۹۷-۱۱۴۵ -                   | سسیل ۱۰۹۷-۱۱۴۵ -                   | سسیل ۱۰۹۷-۱۱۴۵ -                   | سسیل ۱۰۹۷-۱۱۴۵ -                   | سسیل ۱۰۹۷-۱۱۴۵ -                   | سسیل ۱۰۹۷-۱۱۴۵ -                   |                                    |                                    |                                     |                                     |                                     |                                     |                                     |                                     |                          |                          |                                 |                                 |                                 |                                 |                                        |                                        |                                        |                                        |                                        |                                        |                            |                            |                            |                            |  |  |  |  |  |  |
| خاندان کاپت           | خاندان کاپت           | خاندان کاپت           | خاندان کاپت           | خاندان کاپت           | خاندان کاپت           |  |  | ریموند پنجم ۱۱۳۴-۱۱۹۴ ح.۱۱۴۸-۱۱۹۴  | ریموند پنجم ۱۱۳۴-۱۱۹۴ ح.۱۱۴۸-۱۱۹۴  | ریموند پنجم ۱۱۳۴-۱۱۹۴ ح.۱۱۴۸-۱۱۹۴  | ریموند پنجم ۱۱۳۴-۱۱۹۴ ح.۱۱۴۸-۱۱۹۴  | ریموند پنجم ۱۱۳۴-۱۱۹۴ ح.۱۱۴۸-۱۱۹۴  | ریموند پنجم ۱۱۳۴-۱۱۹۴ ح.۱۱۴۸-۱۱۹۴  |                                    |                                    |                                    |                                    |                            |                            | پونس ۱۰۹۸-۱۱۳۷ ح.۱۱۱۲-۱۱۳۷       | پونس ۱۰۹۸-۱۱۳۷ ح.۱۱۱۲-۱۱۳۷       | پونس ۱۰۹۸-۱۱۳۷ ح.۱۱۱۲-۱۱۳۷       | پونس ۱۰۹۸-۱۱۳۷ ح.۱۱۱۲-۱۱۳۷       | پونس ۱۰۹۸-۱۱۳۷ ح.۱۱۱۲-۱۱۳۷       | پونس ۱۰۹۸-۱۱۳۷ ح.۱۱۱۲-۱۱۳۷       |                                  |                                  | سسیل ۱۰۹۷-۱۱۴۵ -                   | سسیل ۱۰۹۷-۱۱۴۵ -                   | سسیل ۱۰۹۷-۱۱۴۵ -                   | سسیل ۱۰۹۷-۱۱۴۵ -                   | سسیل ۱۰۹۷-۱۱۴۵ -                   | سسیل ۱۰۹۷-۱۱۴۵ -                   |                                    |                                    |                                     |                                     |                                     |                                     |                                     |                                     |                          |                          |                                 |                                 |                                 |                                 |                                        |                                        |                                        |                                        |                                        |                                        |                            |                            |                            |                            |  |  |  |  |  |  |
|                       |                       |                       |                       |                       |                       |  |  |                                    |                                    |                                    |                                    |                                    |                                    |                                    |                                    |                                    |                                    |                            |                            |                                  |                                  |                                  |                                  |                                  |                                  |                                  |                                  |                                    |                                    |                                    |                                    |                                    |                                    |                                    |                                    |                                     |                                     |                                     |                                     |                                     |                                     |                          |                          |                                 |                                 |                                 |                                 |                                        |                                        |                                        |                                        |                                        |                                        |                            |                            |                            |                            |  |  |  |  |  |  |
| خاندان پواتیه-انطاکیه | خاندان پواتیه-انطاکیه | خاندان پواتیه-انطاکیه | خاندان پواتیه-انطاکیه | خاندان پواتیه-انطاکیه | خاندان پواتیه-انطاکیه |  |  |                                    |                                    |                                    |                                    |                                    |                                    |                                    |                                    | هودیرنا ۱۱۱۰-۱۱۶۴ -                | هودیرنا ۱۱۱۰-۱۱۶۴ -                | هودیرنا ۱۱۱۰-۱۱۶۴ -        | هودیرنا ۱۱۱۰-۱۱۶۴ -        | هودیرنا ۱۱۱۰-۱۱۶۴ -              | هودیرنا ۱۱۱۰-۱۱۶۴ -              |                                  |                                  | ریموند دوم ۱۱۱۶-۱۱۵۲ ح.۱۱۳۷-۱۱۵۲ | ریموند دوم ۱۱۱۶-۱۱۵۲ ح.۱۱۳۷-۱۱۵۲ | ریموند دوم ۱۱۱۶-۱۱۵۲ ح.۱۱۳۷-۱۱۵۲ | ریموند دوم ۱۱۱۶-۱۱۵۲ ح.۱۱۳۷-۱۱۵۲ | ریموند دوم ۱۱۱۶-۱۱۵۲ ح.۱۱۳۷-۱۱۵۲   | ریموند دوم ۱۱۱۶-۱۱۵۲ ح.۱۱۳۷-۱۱۵۲   |                                    |                                    |                                    |                                    |                                    |                                    | بوهموند سوم ۱۱۴۸-۱۲۰۱ ح.۱۱۶۳-۱۲۰۱   | بوهموند سوم ۱۱۴۸-۱۲۰۱ ح.۱۱۶۳-۱۲۰۱   | بوهموند سوم ۱۱۴۸-۱۲۰۱ ح.۱۱۶۳-۱۲۰۱   | بوهموند سوم ۱۱۴۸-۱۲۰۱ ح.۱۱۶۳-۱۲۰۱   | بوهموند سوم ۱۱۴۸-۱۲۰۱ ح.۱۱۶۳-۱۲۰۱   | بوهموند سوم ۱۱۴۸-۱۲۰۱ ح.۱۱۶۳-۱۲۰۱   |                          |                          | اورگیوز ؟-۱۱۷۶ -                | اورگیوز ؟-۱۱۷۶ -                | اورگیوز ؟-۱۱۷۶ -                | اورگیوز ؟-۱۱۷۶ -                | اورگیوز ؟-۱۱۷۶ -                       | اورگیوز ؟-۱۱۷۶ -                       |                                        |                                        |                                        |                                        |                            |                            |                            |                            |  |  |  |  |  |  |
| خاندان پواتیه-انطاکیه | خاندان پواتیه-انطاکیه | خاندان پواتیه-انطاکیه | خاندان پواتیه-انطاکیه | خاندان پواتیه-انطاکیه | خاندان پواتیه-انطاکیه |  |  |                                    |                                    |                                    |                                    |                                    |                                    |                                    |                                    | هودیرنا ۱۱۱۰-۱۱۶۴ -                | هودیرنا ۱۱۱۰-۱۱۶۴ -                | هودیرنا ۱۱۱۰-۱۱۶۴ -        | هودیرنا ۱۱۱۰-۱۱۶۴ -        | هودیرنا ۱۱۱۰-۱۱۶۴ -              | هودیرنا ۱۱۱۰-۱۱۶۴ -              |                                  |                                  | ریموند دوم ۱۱۱۶-۱۱۵۲ ح.۱۱۳۷-۱۱۵۲ | ریموند دوم ۱۱۱۶-۱۱۵۲ ح.۱۱۳۷-۱۱۵۲ | ریموند دوم ۱۱۱۶-۱۱۵۲ ح.۱۱۳۷-۱۱۵۲ | ریموند دوم ۱۱۱۶-۱۱۵۲ ح.۱۱۳۷-۱۱۵۲ | ریموند دوم ۱۱۱۶-۱۱۵۲ ح.۱۱۳۷-۱۱۵۲   | ریموند دوم ۱۱۱۶-۱۱۵۲ ح.۱۱۳۷-۱۱۵۲   |                                    |                                    |                                    |                                    |                                    |                                    | بوهموند سوم ۱۱۴۸-۱۲۰۱ ح.۱۱۶۳-۱۲۰۱   | بوهموند سوم ۱۱۴۸-۱۲۰۱ ح.۱۱۶۳-۱۲۰۱   | بوهموند سوم ۱۱۴۸-۱۲۰۱ ح.۱۱۶۳-۱۲۰۱   | بوهموند سوم ۱۱۴۸-۱۲۰۱ ح.۱۱۶۳-۱۲۰۱   | بوهموند سوم ۱۱۴۸-۱۲۰۱ ح.۱۱۶۳-۱۲۰۱   | بوهموند سوم ۱۱۴۸-۱۲۰۱ ح.۱۱۶۳-۱۲۰۱   |                          |                          | اورگیوز ؟-۱۱۷۶ -                | اورگیوز ؟-۱۱۷۶ -                | اورگیوز ؟-۱۱۷۶ -                | اورگیوز ؟-۱۱۷۶ -                | اورگیوز ؟-۱۱۷۶ -                       | اورگیوز ؟-۱۱۷۶ -                       |                                        |                                        |                                        |                                        |                            |                            |                            |                            |  |  |  |  |  |  |
|                       |                       |                       |                       |                       |                       |  |  |                                    |                                    |                                    |                                    |                                    |                                    |                                    |                                    |                                    |                                    |                            |                            |                                  |                                  |                                  |                                  |                                  |                                  |                                  |                                  |                                    |                                    |                                    |                                    |                                    |                                    |                                    |                                    |                                     |                                     |                                     |                                     |                                     |                                     |                          |                          |                                 |                                 |                                 |                                 |                                        |                                        |                                        |                                        |                                        |                                        |                            |                            |                            |                            |  |  |  |  |  |  |
|                       |                       |                       |                       |                       |                       |  |  |                                    |                                    |                                    |                                    |                                    |                                    |                                    |                                    |                                    |                                    |                            |                            |                                  |                                  |                                  |                                  |                                  |                                  |                                  |                                  |                                    |                                    |                                    |                                    |                                    |                                    |                                    |                                    |                                     |                                     |                                     |                                     |                                     |                                     |                          |                          |                                 |                                 |                                 |                                 |                                        |                                        |                                        |                                        |                                        |                                        |                            |                            |                            |                            |  |  |  |  |  |  |
| خاندان روبن           | خاندان روبن           | خاندان روبن           | خاندان روبن           | خاندان روبن           | خاندان روبن           |  |  |                                    |                                    |                                    |                                    | اشیوا ؟-۱۱۸۷ ح.۱۱۵۸-۱۱۸۷           | اشیوا ؟-۱۱۸۷ ح.۱۱۵۸-۱۱۸۷           | اشیوا ؟-۱۱۸۷ ح.۱۱۵۸-۱۱۸۷           | اشیوا ؟-۱۱۸۷ ح.۱۱۵۸-۱۱۸۷           | اشیوا ؟-۱۱۸۷ ح.۱۱۵۸-۱۱۸۷           | اشیوا ؟-۱۱۸۷ ح.۱۱۵۸-۱۱۸۷           |                            |                            | ریموند سوم ۱۱۴۰-۱۱۸۷ ح.۱۱۵۲-۱۱۸۷ | ریموند سوم ۱۱۴۰-۱۱۸۷ ح.۱۱۵۲-۱۱۸۷ | ریموند سوم ۱۱۴۰-۱۱۸۷ ح.۱۱۵۲-۱۱۸۷ | ریموند سوم ۱۱۴۰-۱۱۸۷ ح.۱۱۵۲-۱۱۸۷ | ریموند سوم ۱۱۴۰-۱۱۸۷ ح.۱۱۵۲-۱۱۸۷ | ریموند سوم ۱۱۴۰-۱۱۸۷ ح.۱۱۵۲-۱۱۸۷ |                                  |                                  | پلیسانس ؟-۱۱۹۸ -                   | پلیسانس ؟-۱۱۹۸ -                   | پلیسانس ؟-۱۱۹۸ -                   | پلیسانس ؟-۱۱۹۸ -                   | پلیسانس ؟-۱۱۹۸ -                   | پلیسانس ؟-۱۱۹۸ -                   |                                    |                                    | بوهموند چهارم ۱۱۷۵-۱۲۳۳ ح.۱۲۰۱-۱۲۳۳ | بوهموند چهارم ۱۱۷۵-۱۲۳۳ ح.۱۲۰۱-۱۲۳۳ | بوهموند چهارم ۱۱۷۵-۱۲۳۳ ح.۱۲۰۱-۱۲۳۳ | بوهموند چهارم ۱۱۷۵-۱۲۳۳ ح.۱۲۰۱-۱۲۳۳ | بوهموند چهارم ۱۱۷۵-۱۲۳۳ ح.۱۲۰۱-۱۲۳۳ | بوهموند چهارم ۱۱۷۵-۱۲۳۳ ح.۱۲۰۱-۱۲۳۳ |                          |                          | ریموند چهارم ؟-۱۱۹۹ ح.۱۱۸۷-۱۱۹۹ | ریموند چهارم ؟-۱۱۹۹ ح.۱۱۸۷-۱۱۹۹ | ریموند چهارم ؟-۱۱۹۹ ح.۱۱۸۷-۱۱۹۹ | ریموند چهارم ؟-۱۱۹۹ ح.۱۱۸۷-۱۱۹۹ | ریموند چهارم ؟-۱۱۹۹ ح.۱۱۸۷-۱۱۹۹        | ریموند چهارم ؟-۱۱۹۹ ح.۱۱۸۷-۱۱۹۹        |                                        |                                        | آلیس ۱۱۸۲-۱۲۳۴ ح.۱۲۲۹-۱۲۳۶             | آلیس ۱۱۸۲-۱۲۳۴ ح.۱۲۲۹-۱۲۳۶             | آلیس ۱۱۸۲-۱۲۳۴ ح.۱۲۲۹-۱۲۳۶ | آلیس ۱۱۸۲-۱۲۳۴ ح.۱۲۲۹-۱۲۳۶ | آلیس ۱۱۸۲-۱۲۳۴ ح.۱۲۲۹-۱۲۳۶ | آلیس ۱۱۸۲-۱۲۳۴ ح.۱۲۲۹-۱۲۳۶ |  |  |  |  |  |  |
| خاندان روبن           | خاندان روبن           | خاندان روبن           | خاندان روبن           | خاندان روبن           | خاندان روبن           |  |  |                                    |                                    |                                    |                                    | اشیوا ؟-۱۱۸۷ ح.۱۱۵۸-۱۱۸۷           | اشیوا ؟-۱۱۸۷ ح.۱۱۵۸-۱۱۸۷           | اشیوا ؟-۱۱۸۷ ح.۱۱۵۸-۱۱۸۷           | اشیوا ؟-۱۱۸۷ ح.۱۱۵۸-۱۱۸۷           | اشیوا ؟-۱۱۸۷ ح.۱۱۵۸-۱۱۸۷           | اشیوا ؟-۱۱۸۷ ح.۱۱۵۸-۱۱۸۷           |                            |                            | ریموند سوم ۱۱۴۰-۱۱۸۷ ح.۱۱۵۲-۱۱۸۷ | ریموند سوم ۱۱۴۰-۱۱۸۷ ح.۱۱۵۲-۱۱۸۷ | ریموند سوم ۱۱۴۰-۱۱۸۷ ح.۱۱۵۲-۱۱۸۷ | ریموند سوم ۱۱۴۰-۱۱۸۷ ح.۱۱۵۲-۱۱۸۷ | ریموند سوم ۱۱۴۰-۱۱۸۷ ح.۱۱۵۲-۱۱۸۷ | ریموند سوم ۱۱۴۰-۱۱۸۷ ح.۱۱۵۲-۱۱۸۷ |                                  |                                  | پلیسانس ؟-۱۱۹۸ -                   | پلیسانس ؟-۱۱۹۸ -                   | پلیسانس ؟-۱۱۹۸ -                   | پلیسانس ؟-۱۱۹۸ -                   | پلیسانس ؟-۱۱۹۸ -                   | پلیسانس ؟-۱۱۹۸ -                   |                                    |                                    | بوهموند چهارم ۱۱۷۵-۱۲۳۳ ح.۱۲۰۱-۱۲۳۳ | بوهموند چهارم ۱۱۷۵-۱۲۳۳ ح.۱۲۰۱-۱۲۳۳ | بوهموند چهارم ۱۱۷۵-۱۲۳۳ ح.۱۲۰۱-۱۲۳۳ | بوهموند چهارم ۱۱۷۵-۱۲۳۳ ح.۱۲۰۱-۱۲۳۳ | بوهموند چهارم ۱۱۷۵-۱۲۳۳ ح.۱۲۰۱-۱۲۳۳ | بوهموند چهارم ۱۱۷۵-۱۲۳۳ ح.۱۲۰۱-۱۲۳۳ |                          |                          | ریموند چهارم ؟-۱۱۹۹ ح.۱۱۸۷-۱۱۹۹ | ریموند چهارم ؟-۱۱۹۹ ح.۱۱۸۷-۱۱۹۹ | ریموند چهارم ؟-۱۱۹۹ ح.۱۱۸۷-۱۱۹۹ | ریموند چهارم ؟-۱۱۹۹ ح.۱۱۸۷-۱۱۹۹ | ریموند چهارم ؟-۱۱۹۹ ح.۱۱۸۷-۱۱۹۹        | ریموند چهارم ؟-۱۱۹۹ ح.۱۱۸۷-۱۱۹۹        |                                        |                                        | آلیس ۱۱۸۲-۱۲۳۴ ح.۱۲۲۹-۱۲۳۶             | آلیس ۱۱۸۲-۱۲۳۴ ح.۱۲۲۹-۱۲۳۶             | آلیس ۱۱۸۲-۱۲۳۴ ح.۱۲۲۹-۱۲۳۶ | آلیس ۱۱۸۲-۱۲۳۴ ح.۱۲۲۹-۱۲۳۶ | آلیس ۱۱۸۲-۱۲۳۴ ح.۱۲۲۹-۱۲۳۶ | آلیس ۱۱۸۲-۱۲۳۴ ح.۱۲۲۹-۱۲۳۶ |  |  |  |  |  |  |
|                       |                       |                       |                       |                       |                       |  |  |                                    |                                    |                                    |                                    |                                    |                                    |                                    |                                    |                                    |                                    |                            |                            |                                  |                                  |                                  |                                  |                                  |                                  |                                  |                                  |                                    |                                    |                                    |                                    |                                    |                                    |                                    |                                    |                                     |                                     |                                     |                                     |                                     |                                     |                          |                          |                                 |                                 |                                 |                                 |                                        |                                        |                                        |                                        |                                        |                                        |                            |                            |                            |                            |  |  |  |  |  |  |
| خاندان هتوم           | خاندان هتوم           | خاندان هتوم           | خاندان هتوم           | خاندان هتوم           | خاندان هتوم           |  |  |                                    |                                    |                                    |                                    |                                    |                                    |                                    |                                    |                                    |                                    |                            |                            |                                  |                                  |                                  |                                  | لوچیا ؟-۱۲۳۵ -                   | لوچیا ؟-۱۲۳۵ -                   | لوچیا ؟-۱۲۳۵ -                   | لوچیا ؟-۱۲۳۵ -                   | لوچیا ؟-۱۲۳۵ -                     | لوچیا ؟-۱۲۳۵ -                     |                                    |                                    | بوهموند پنجم ۱۱۹۹-۱۲۵۲ ح.۱۲۳۳-۱۲۵۲ | بوهموند پنجم ۱۱۹۹-۱۲۵۲ ح.۱۲۳۳-۱۲۵۲ | بوهموند پنجم ۱۱۹۹-۱۲۵۲ ح.۱۲۳۳-۱۲۵۲ | بوهموند پنجم ۱۱۹۹-۱۲۵۲ ح.۱۲۳۳-۱۲۵۲ | بوهموند پنجم ۱۱۹۹-۱۲۵۲ ح.۱۲۳۳-۱۲۵۲  | بوهموند پنجم ۱۱۹۹-۱۲۵۲ ح.۱۲۳۳-۱۲۵۲  |                                     |                                     | آلیس شامپانی ۱۱۹۳-۱۲۴۶ -            | آلیس شامپانی ۱۱۹۳-۱۲۴۶ -            | آلیس شامپانی ۱۱۹۳-۱۲۴۶ - | آلیس شامپانی ۱۱۹۳-۱۲۴۶ - | آلیس شامپانی ۱۱۹۳-۱۲۴۶ -        | آلیس شامپانی ۱۱۹۳-۱۲۴۶ -        |                                 |                                 | ریموند روبن ۱۱۹۸-۱۲۲۱/۱۲۲۲ ح.۱۲۱۶-۱۲۱۹ | ریموند روبن ۱۱۹۸-۱۲۲۱/۱۲۲۲ ح.۱۲۱۶-۱۲۱۹ | ریموند روبن ۱۱۹۸-۱۲۲۱/۱۲۲۲ ح.۱۲۱۶-۱۲۱۹ | ریموند روبن ۱۱۹۸-۱۲۲۱/۱۲۲۲ ح.۱۲۱۶-۱۲۱۹ | ریموند روبن ۱۱۹۸-۱۲۲۱/۱۲۲۲ ح.۱۲۱۶-۱۲۱۹ | ریموند روبن ۱۱۹۸-۱۲۲۱/۱۲۲۲ ح.۱۲۱۶-۱۲۱۹ |                            |                            |                            |                            |  |  |  |  |  |  |
| خاندان هتوم           | خاندان هتوم           | خاندان هتوم           | خاندان هتوم           | خاندان هتوم           | خاندان هتوم           |  |  |                                    |                                    |                                    |                                    |                                    |                                    |                                    |                                    |                                    |                                    |                            |                            |                                  |                                  |                                  |                                  | لوچیا ؟-۱۲۳۵ -                   | لوچیا ؟-۱۲۳۵ -                   | لوچیا ؟-۱۲۳۵ -                   | لوچیا ؟-۱۲۳۵ -                   | لوچیا ؟-۱۲۳۵ -                     | لوچیا ؟-۱۲۳۵ -                     |                                    |                                    | بوهموند پنجم ۱۱۹۹-۱۲۵۲ ح.۱۲۳۳-۱۲۵۲ | بوهموند پنجم ۱۱۹۹-۱۲۵۲ ح.۱۲۳۳-۱۲۵۲ | بوهموند پنجم ۱۱۹۹-۱۲۵۲ ح.۱۲۳۳-۱۲۵۲ | بوهموند پنجم ۱۱۹۹-۱۲۵۲ ح.۱۲۳۳-۱۲۵۲ | بوهموند پنجم ۱۱۹۹-۱۲۵۲ ح.۱۲۳۳-۱۲۵۲  | بوهموند پنجم ۱۱۹۹-۱۲۵۲ ح.۱۲۳۳-۱۲۵۲  |                                     |                                     | آلیس شامپانی ۱۱۹۳-۱۲۴۶ -            | آلیس شامپانی ۱۱۹۳-۱۲۴۶ -            | آلیس شامپانی ۱۱۹۳-۱۲۴۶ - | آلیس شامپانی ۱۱۹۳-۱۲۴۶ - | آلیس شامپانی ۱۱۹۳-۱۲۴۶ -        | آلیس شامپانی ۱۱۹۳-۱۲۴۶ -        |                                 |                                 | ریموند روبن ۱۱۹۸-۱۲۲۱/۱۲۲۲ ح.۱۲۱۶-۱۲۱۹ | ریموند روبن ۱۱۹۸-۱۲۲۱/۱۲۲۲ ح.۱۲۱۶-۱۲۱۹ | ریموند روبن ۱۱۹۸-۱۲۲۱/۱۲۲۲ ح.۱۲۱۶-۱۲۱۹ | ریموند روبن ۱۱۹۸-۱۲۲۱/۱۲۲۲ ح.۱۲۱۶-۱۲۱۹ | ریموند روبن ۱۱۹۸-۱۲۲۱/۱۲۲۲ ح.۱۲۱۶-۱۲۱۹ | ریموند روبن ۱۱۹۸-۱۲۲۱/۱۲۲۲ ح.۱۲۱۶-۱۲۱۹ |                            |                            |                            |                            |  |  |  |  |  |  |
|                       |                       |                       |                       |                       |                       |  |  |                                    |                                    |                                    |                                    |                                    |                                    |                                    |                                    |                                    |                                    |                            |                            |                                  |                                  |                                  |                                  |                                  |                                  |                                  |                                  |                                    |                                    |                                    |                                    |                                    |                                    |                                    |                                    |                                     |                                     |                                     |                                     |                                     |                                     |                          |                          |                                 |                                 |                                 |                                 |                                        |                                        |                                        |                                        |                                        |                                        |                            |                            |                            |                            |  |  |  |  |  |  |
| خاندان بلویی          | خاندان بلویی          | خاندان بلویی          | خاندان بلویی          | خاندان بلویی          | خاندان بلویی          |  |  |                                    |                                    |                                    |                                    |                                    |                                    |                                    |                                    |                                    |                                    |                            |                            | سیبلا ؟-۱۲۹۰ -                   | سیبلا ؟-۱۲۹۰ -                   | سیبلا ؟-۱۲۹۰ -                   | سیبلا ؟-۱۲۹۰ -                   | سیبلا ؟-۱۲۹۰ -                   | سیبلا ؟-۱۲۹۰ -                   |                                  |                                  | بوهموند ششم ۱۲۳۷-۱۲۷۵ ح.۱۲۵۱-۱۲۶۸  | بوهموند ششم ۱۲۳۷-۱۲۷۵ ح.۱۲۵۱-۱۲۶۸  | بوهموند ششم ۱۲۳۷-۱۲۷۵ ح.۱۲۵۱-۱۲۶۸  | بوهموند ششم ۱۲۳۷-۱۲۷۵ ح.۱۲۵۱-۱۲۶۸  | بوهموند ششم ۱۲۳۷-۱۲۷۵ ح.۱۲۵۱-۱۲۶۸  | بوهموند ششم ۱۲۳۷-۱۲۷۵ ح.۱۲۵۱-۱۲۶۸  |                                    |                                    |                                     |                                     |                                     |                                     |                                     |                                     |                          |                          |                                 |                                 |                                 |                                 |                                        |                                        |                                        |                                        |                                        |                                        |                            |                            |                            |                            |  |  |  |  |  |  |
| خاندان بلویی          | خاندان بلویی          | خاندان بلویی          | خاندان بلویی          | خاندان بلویی          | خاندان بلویی          |  |  |                                    |                                    |                                    |                                    |                                    |                                    |                                    |                                    |                                    |                                    |                            |                            | سیبلا ؟-۱۲۹۰ -                   | سیبلا ؟-۱۲۹۰ -                   | سیبلا ؟-۱۲۹۰ -                   | سیبلا ؟-۱۲۹۰ -                   | سیبلا ؟-۱۲۹۰ -                   | سیبلا ؟-۱۲۹۰ -                   |                                  |                                  | بوهموند ششم ۱۲۳۷-۱۲۷۵ ح.۱۲۵۱-۱۲۶۸  | بوهموند ششم ۱۲۳۷-۱۲۷۵ ح.۱۲۵۱-۱۲۶۸  | بوهموند ششم ۱۲۳۷-۱۲۷۵ ح.۱۲۵۱-۱۲۶۸  | بوهموند ششم ۱۲۳۷-۱۲۷۵ ح.۱۲۵۱-۱۲۶۸  | بوهموند ششم ۱۲۳۷-۱۲۷۵ ح.۱۲۵۱-۱۲۶۸  | بوهموند ششم ۱۲۳۷-۱۲۷۵ ح.۱۲۵۱-۱۲۶۸  |                                    |                                    |                                     |                                     |                                     |                                     |                                     |                                     |                          |                          |                                 |                                 |                                 |                                 |                                        |                                        |                                        |                                        |                                        |                                        |                            |                            |                            |                            |  |  |  |  |  |  |
|                       |                       |                       |                       |                       |                       |  |  |                                    |                                    |                                    |                                    |                                    |                                    |                                    |                                    |                                    |                                    |                            |                            |                                  |                                  |                                  |                                  |                                  |                                  |                                  |                                  |                                    |                                    |                                    |                                    |                                    |                                    |                                    |                                    |                                     |                                     |                                     |                                     |                                     |                                     |                          |                          |                                 |                                 |                                 |                                 |                                        |                                        |                                        |                                        |                                        |                                        |                            |                            |                            |                            |  |  |  |  |  |  |
|                       |                       |                       |                       |                       |                       |  |  |                                    |                                    |                                    |                                    |                                    |                                    |                                    |                                    |                                    |                                    |                            |                            |                                  |                                  |                                  |                                  |                                  |                                  |                                  |                                  |                                    |                                    |                                    |                                    |                                    |                                    |                                    |                                    |                                     |                                     |                                     |                                     |                                     |                                     |                          |                          |                                 |                                 |                                 |                                 |                                        |                                        |                                        |                                        |                                        |                                        |                            |                            |                            |                            |  |  |  |  |  |  |
| دیگر خاندان‌ها         | دیگر خاندان‌ها         | دیگر خاندان‌ها         | دیگر خاندان‌ها         | دیگر خاندان‌ها         | دیگر خاندان‌ها         |  |  |                                    |                                    |                                    |                                    | نارجو د توسی ؟-۱۲۹۳ ح.۱۲۸۸-۱۲۸۹    | نارجو د توسی ؟-۱۲۹۳ ح.۱۲۸۸-۱۲۸۹    | نارجو د توسی ؟-۱۲۹۳ ح.۱۲۸۸-۱۲۸۹    | نارجو د توسی ؟-۱۲۹۳ ح.۱۲۸۸-۱۲۸۹    | نارجو د توسی ؟-۱۲۹۳ ح.۱۲۸۸-۱۲۸۹    | نارجو د توسی ؟-۱۲۹۳ ح.۱۲۸۸-۱۲۸۹    |                            |                            | لوچیا ؟-۱۲۹۹ ح.۱۲۸۸-۱۲۸۹         | لوچیا ؟-۱۲۹۹ ح.۱۲۸۸-۱۲۸۹         | لوچیا ؟-۱۲۹۹ ح.۱۲۸۸-۱۲۸۹         | لوچیا ؟-۱۲۹۹ ح.۱۲۸۸-۱۲۸۹         | لوچیا ؟-۱۲۹۹ ح.۱۲۸۸-۱۲۸۹         | لوچیا ؟-۱۲۹۹ ح.۱۲۸۸-۱۲۸۹         |                                  |                                  | بوهموند هفتم ۱۲۶۱-۱۲۸۷ ح.۱۲۷۵-۱۲۸۷ | بوهموند هفتم ۱۲۶۱-۱۲۸۷ ح.۱۲۷۵-۱۲۸۷ | بوهموند هفتم ۱۲۶۱-۱۲۸۷ ح.۱۲۷۵-۱۲۸۷ | بوهموند هفتم ۱۲۶۱-۱۲۸۷ ح.۱۲۷۵-۱۲۸۷ | بوهموند هفتم ۱۲۶۱-۱۲۸۷ ح.۱۲۷۵-۱۲۸۷ | بوهموند هفتم ۱۲۶۱-۱۲۸۷ ح.۱۲۷۵-۱۲۸۷ |                                    |                                    |                                     |                                     |                                     |                                     |                                     |                                     |                          |                          |                                 |                                 |                                 |                                 |                                        |                                        |                                        |                                        |                                        |                                        |                            |                            |                            |                            |  |  |  |  |  |  |
| دیگر خاندان‌ها         | دیگر خاندان‌ها         | دیگر خاندان‌ها         | دیگر خاندان‌ها         | دیگر خاندان‌ها         | دیگر خاندان‌ها         |  |  |                                    |                                    |                                    |                                    | نارجو د توسی ؟-۱۲۹۳ ح.۱۲۸۸-۱۲۸۹    | نارجو د توسی ؟-۱۲۹۳ ح.۱۲۸۸-۱۲۸۹    | نارجو د توسی ؟-۱۲۹۳ ح.۱۲۸۸-۱۲۸۹    | نارجو د توسی ؟-۱۲۹۳ ح.۱۲۸۸-۱۲۸۹    | نارجو د توسی ؟-۱۲۹۳ ح.۱۲۸۸-۱۲۸۹    | نارجو د توسی ؟-۱۲۹۳ ح.۱۲۸۸-۱۲۸۹    |                            |                            | لوچیا ؟-۱۲۹۹ ح.۱۲۸۸-۱۲۸۹         | لوچیا ؟-۱۲۹۹ ح.۱۲۸۸-۱۲۸۹         | لوچیا ؟-۱۲۹۹ ح.۱۲۸۸-۱۲۸۹         | لوچیا ؟-۱۲۹۹ ح.۱۲۸۸-۱۲۸۹         | لوچیا ؟-۱۲۹۹ ح.۱۲۸۸-۱۲۸۹         | لوچیا ؟-۱۲۹۹ ح.۱۲۸۸-۱۲۸۹         |                                  |                                  | بوهموند هفتم ۱۲۶۱-۱۲۸۷ ح.۱۲۷۵-۱۲۸۷ | بوهموند هفتم ۱۲۶۱-۱۲۸۷ ح.۱۲۷۵-۱۲۸۷ | بوهموند هفتم ۱۲۶۱-۱۲۸۷ ح.۱۲۷۵-۱۲۸۷ | بوهموند هفتم ۱۲۶۱-۱۲۸۷ ح.۱۲۷۵-۱۲۸۷ | بوهموند هفتم ۱۲۶۱-۱۲۸۷ ح.۱۲۷۵-۱۲۸۷ | بوهموند هفتم ۱۲۶۱-۱۲۸۷ ح.۱۲۷۵-۱۲۸۷ |                                    |                                    |                                     |                                     |                                     |                                     |                                     |                                     |                          |                          |                                 |                                 |                                 |                                 |                                        |                                        |                                        |                                        |                                        |                                        |                            |                            |                            |                            |  |  |  |  |  |  |